# 大治町立大治西小学校
大治町立大治西小学校（おおはるちょうりつ おおはるにししょうがっこう）は、愛知県海部郡大治町にある公立小学校。

## 校区
- 大治町西部の小学校である。大字西條が校区であり、公立中学校の場合の進学先は大治町立大治中学校である[1]。

## 沿革
- 1977年（昭和52年）4月 - 大治町立大治小学校から分離し、開校。
- 1982年（昭和57年） - 校舎を増築する。

## 交通アクセス
- 名鉄バス名古屋・津島線「西条」バス停より徒歩約15分。

栄（オアシス21）より【40系統】「大坪」行。【42系統】「津島駅」行。
名鉄バスセンターより【41系統】「大坪」行。【43系統】「津島駅」行。
- 名古屋市営バス名駅24号系統・中村14号系統「西条」バス停より徒歩約15分。

名古屋駅より【名駅24系統】「大治西条」行。
中村公園駅より【中村14系統】「大治西条」行。
- あま市巡回バス東部巡回ルート「苅谷橋交差点北」バス停より徒歩約12分。

## 周辺施設
- 大治町立大治中学校
- あま市立七宝北中学校
- 大治町立大治小学校
- あま市立宝小学校
- あま市立秋竹小学校
- 大治町役場
- 大治西条郵便局
- フタムラ化学名古屋工場